# Orrhammar
Orrhammar is een plaats in de gemeente Flen in het landschap Södermanland en de provincie Södermanlands län in Zweden. De plaats heeft 322 inwoners (2005) en een oppervlakte van 105 hectare.